# Zimbra
Zimbra Collaboration Suite (ZCS) é um groupware criado pela Zimbra, Inc. A empresa foi comprada pela Yahoo! em Setembro de 2007 e depois comprada pela VMWare em 12 de Janeiro de 2010. Em Julho de 2013, a VMware vendeu a empresa para a Telligent Systems, que mudou o nome para Zimbra, Inc. em Setembro de 2013. Finalmente, a empresa foi adquirida pela Synacor em 18 de Agosto de 2015, sendo o Zimbra desde então um produto desta.
O software trabalha no modelo "cliente e servidor". Duas versões do Zimbra são disponibilizadas: a open-source e a comercial, onde esta última possui o suporte comercial da "Zimbra Network" com componentes de código fechado, basicamente para conexão com o Microsoft Outlook para sincronismo de agenda.

## Licença do Software
O código-fonte do Zimbra Collaboration Suite (ZCS) é disponibilizado sobre a licença Yahoo Public License (YPL), derivada da licença Mozilla Public License (MPL).